# Spazio di Cantor
In topologia, uno spazio di Cantor è uno spazio topologico omeomorfo all'insieme di Cantor; gli spazi di Cantor costituiscono pertanto una generalizzazione delle proprietà topologiche dell'insieme di Cantor stesso.
Il modello canonico utilizzato per la descrizione degli spazi di Cantor è il prodotto topologico di una quantità numerabile di copie dello spazio discreto a due elementi:
{\displaystyle \prod _{n\in \mathbb {N} }\{0,1\}}.
Tale spazio è usualmente indicato con {\displaystyle \mathbf {2} ^{\mathbb {N} }} o {\displaystyle \mathbf {2} ^{\omega }}, e viene utilizzato come modello degli spazi di Cantor perché da esso è semplice dedurre le proprietà topologiche degli spazi stessi. Un elemento di {\displaystyle \mathbf {2} ^{\mathbb {N} }} si può identificare come una sequenza binaria infinita, ovvero una sequenza senza termine 
{\displaystyle a=a_{1}a_{2}a_{3}\ldots },
in cui ciascuna cifra {\displaystyle a_{i}} assume i valori 0 o 1.
Data una sequenza {\displaystyle a}, la funzione
{\displaystyle f(a)=\sum _{n=1}^{\infty }{\frac {2a_{n}}{3^{n}}}}
è un omeomorfismo tra l'insieme di Cantor e l'insieme {\displaystyle \mathbf {2} ^{\mathbb {N} }}.

## Caratterizzazione degli spazi di Cantor
Uno spazio topologico è di Cantor se e solo se possiede le seguenti proprietà:
- non è vuoto;
- è perfetto (ovvero ogni suo punto è punto di accumulazione, o equivalentemente non possiede punti isolati);
- è compatto;
- è totalmente sconnesso, ovvero ogni suo punto è un insieme chiuso e costituisce una componente connessa;
- è metrizzabile.

Questa caratterizzazione è conseguenza diretta del seguente teorema (dovuto a Brouwer), secondo cui due spazi di Hausdorff compatti, perfetti e dotati di una base numerabile costituita da chiusi-aperti sono omeomorfi tra di loro. Le proprietà sopra indicate sono facilmente verificabili per l'insieme di Cantor.
Da questa caratterizzazione discendono immediatamente alcune proprietà; ad esempio, gli spazi di Cantor hanno tutti la cardinalità del continuo; inoltre, il prodotto cartesiano di una quantità numerabile di spazi di Cantor è ancora uno spazio di Cantor. Utilizzando quest'ultima proprietà e la funzione di Cantor è possibile costruire le curve di Peano.

## Spazi metrici e spazi di Cantor
Ogni spazio metrico completo e perfetto possiede degli spazi di Cantor come sottospazi; infatti, in questi spazi ogni insieme non vuoto e perfetto contiene almeno due sottoinsiemi perfetti disgiunti, di diametro piccolo a piacere, per cui è possibile ripetere una costruzione analoga a quella dell'insieme di Cantor.